# Madeira madarai

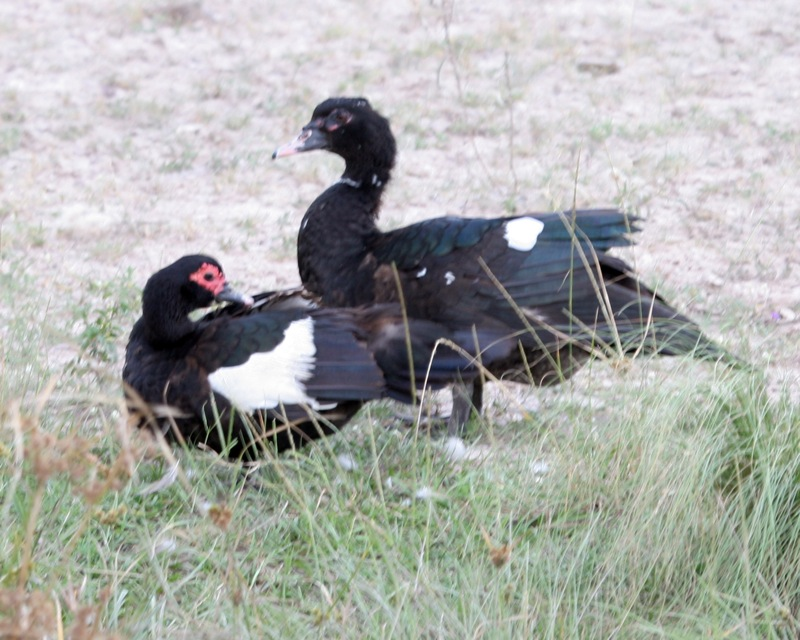
Pézsmaréce (Cairina moschata)

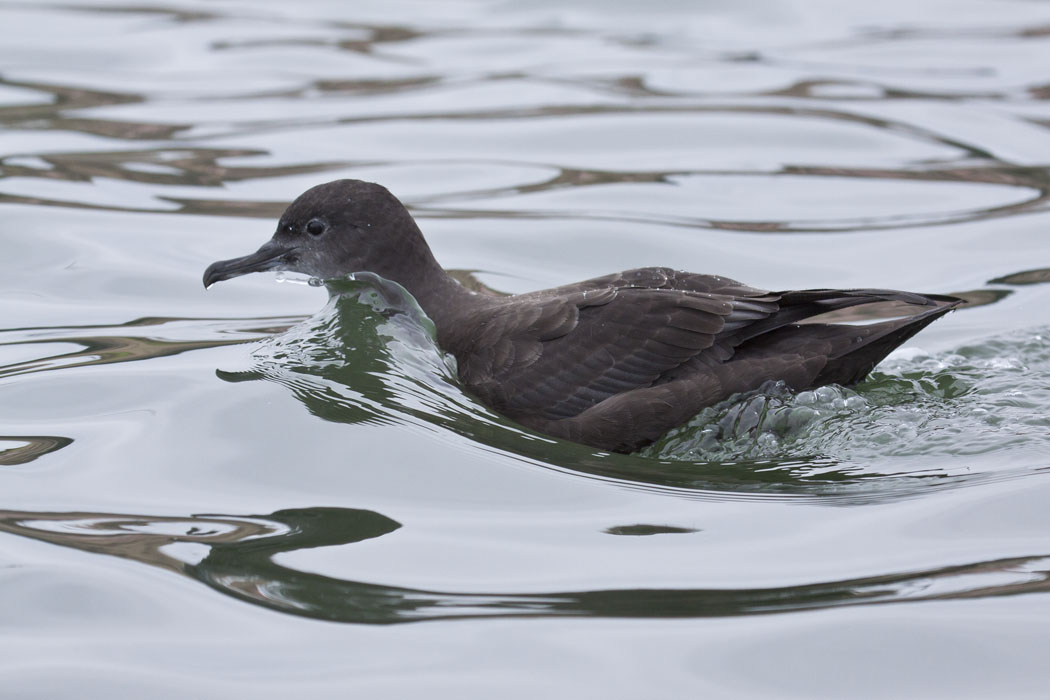
Szürke vészmadár (Puffinus griseus)

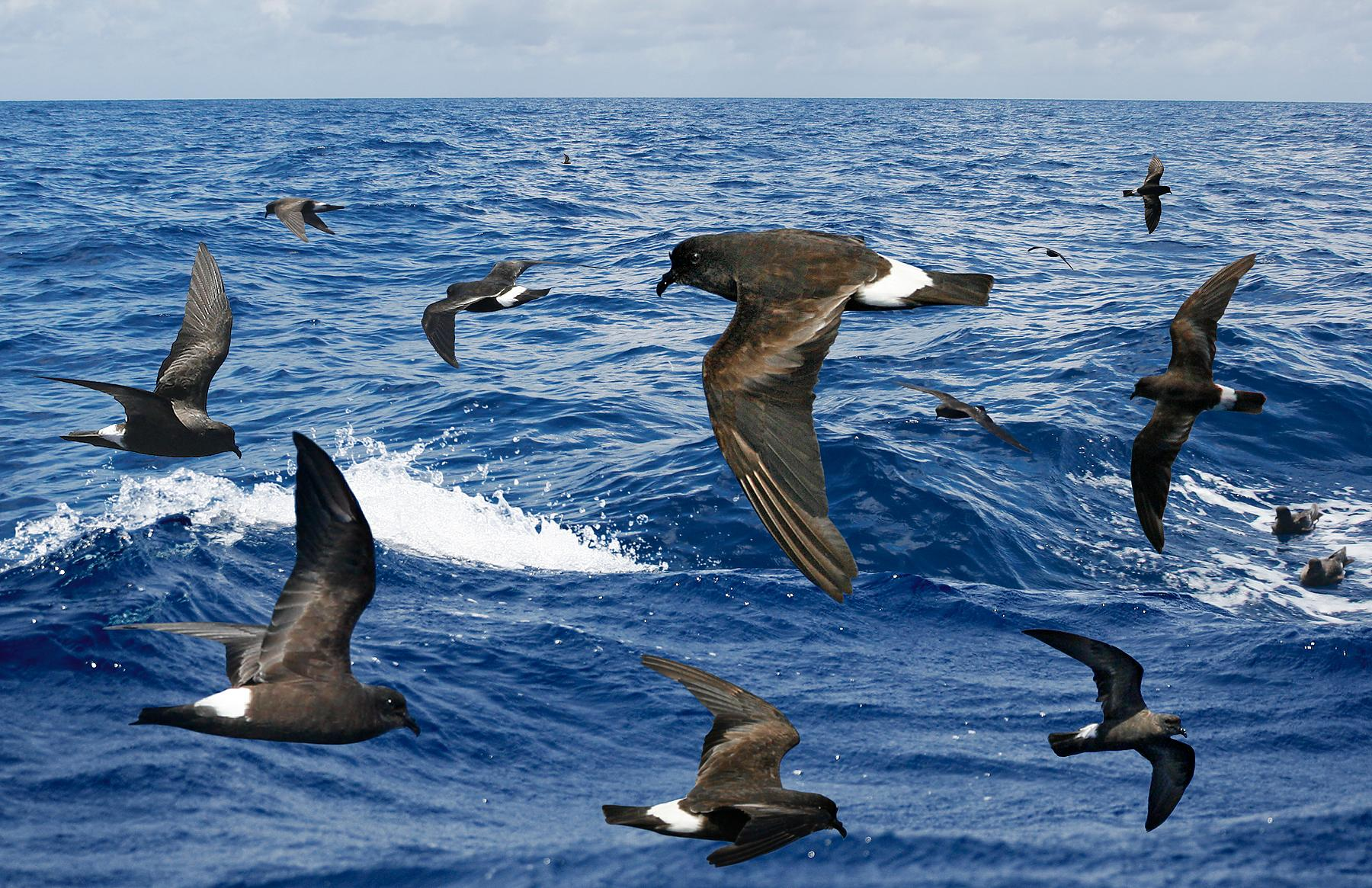
Madeirai viharfecske (Oceanodroma castro)

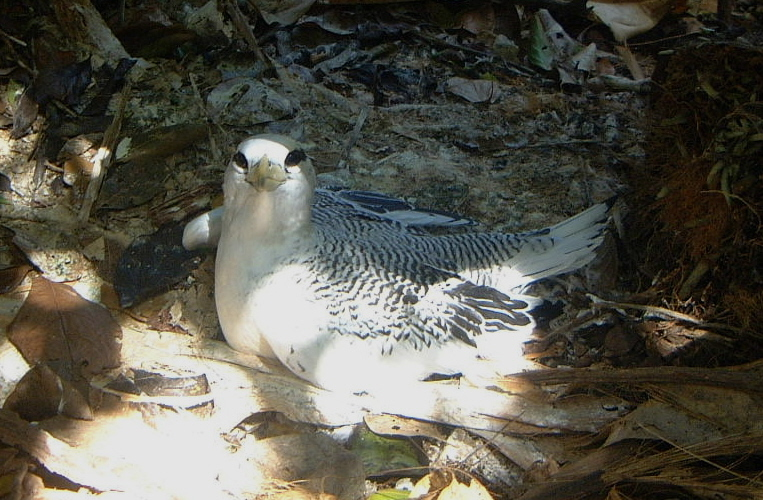

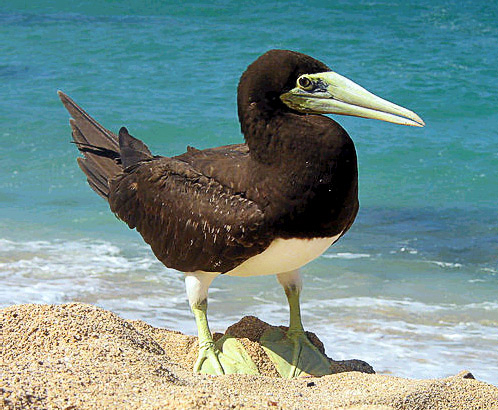
Fehér hasú szula (Sula leucogaster)

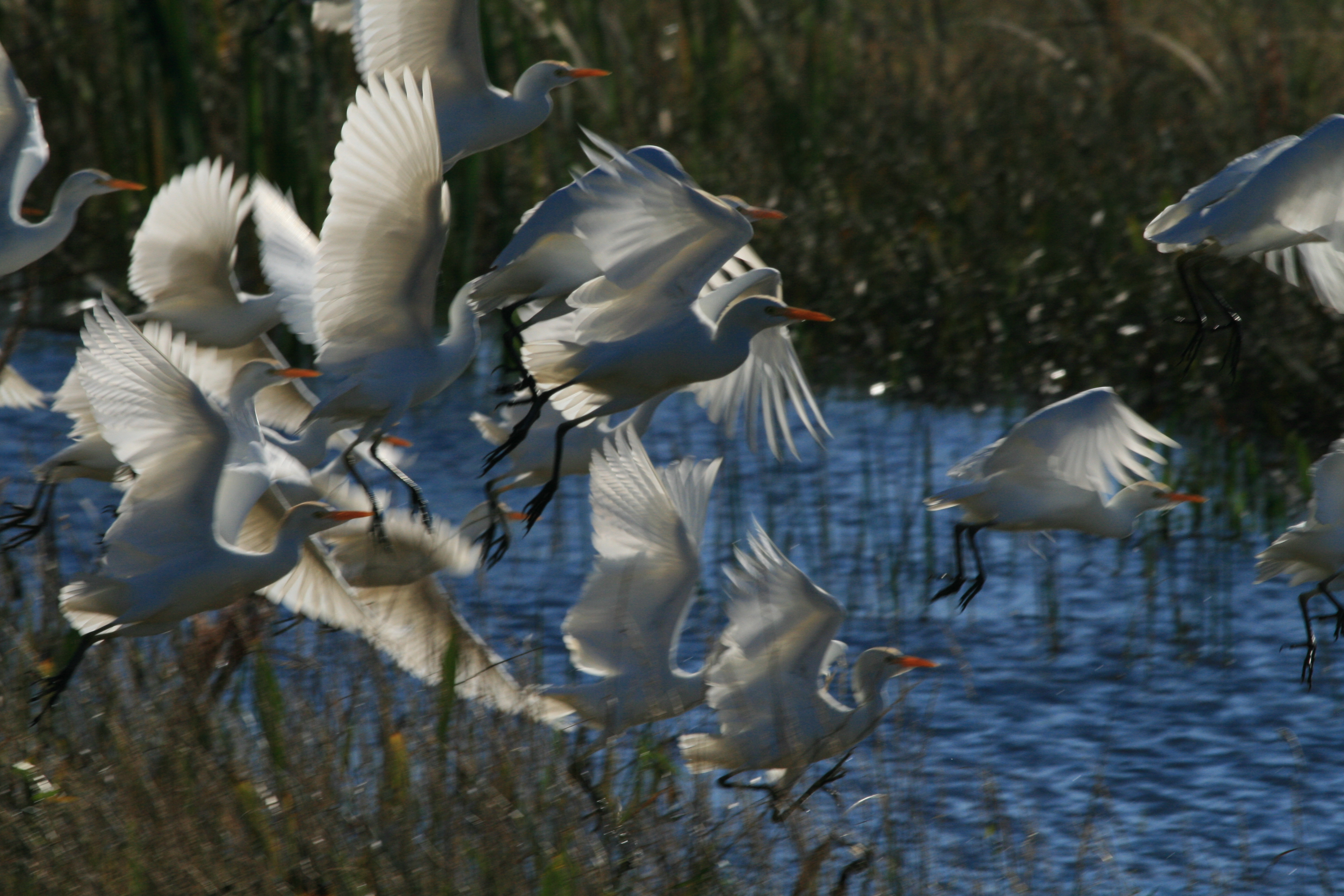
Pásztorgém (Bubulcus ibis)

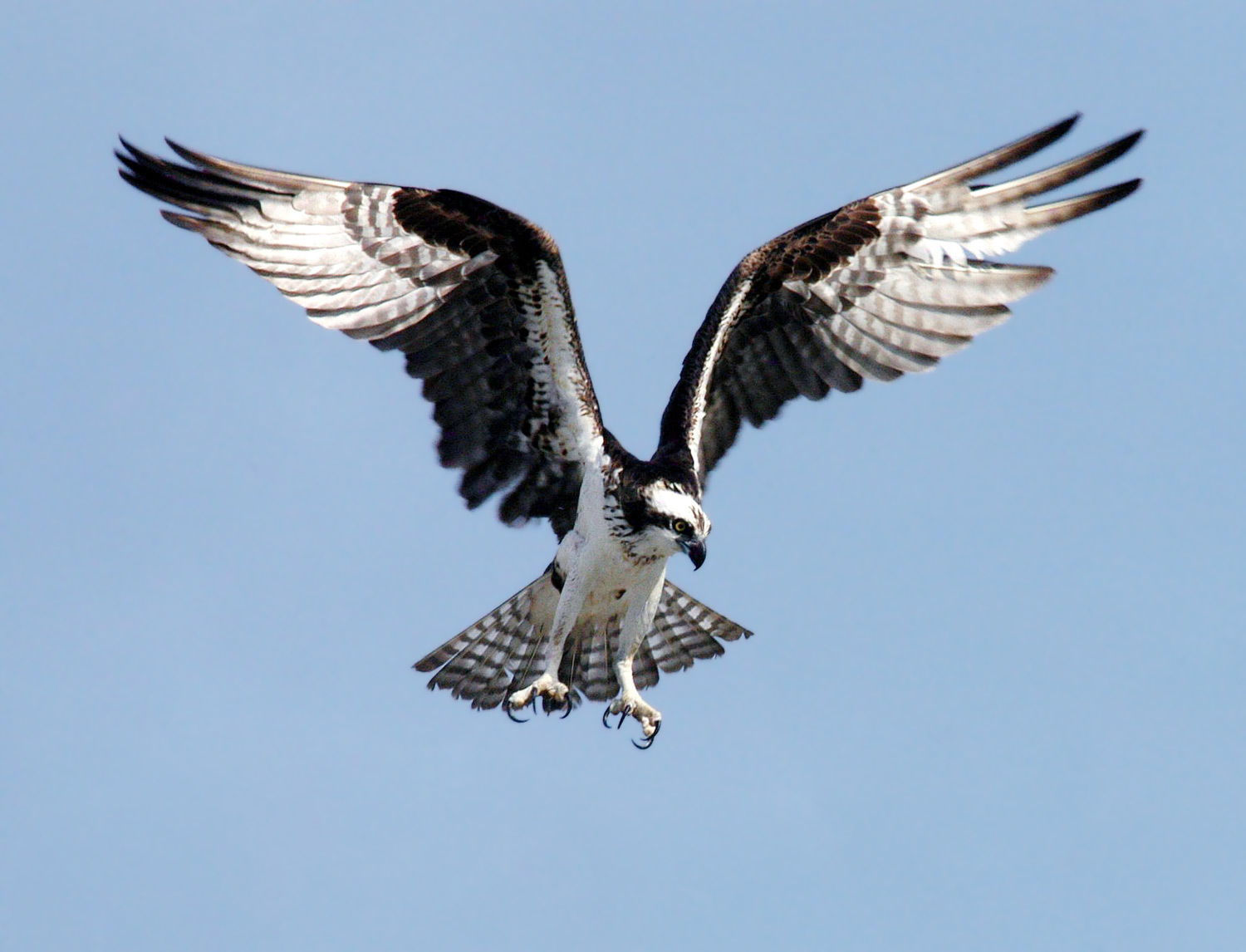
Halászsas (Pandion haliaetus)

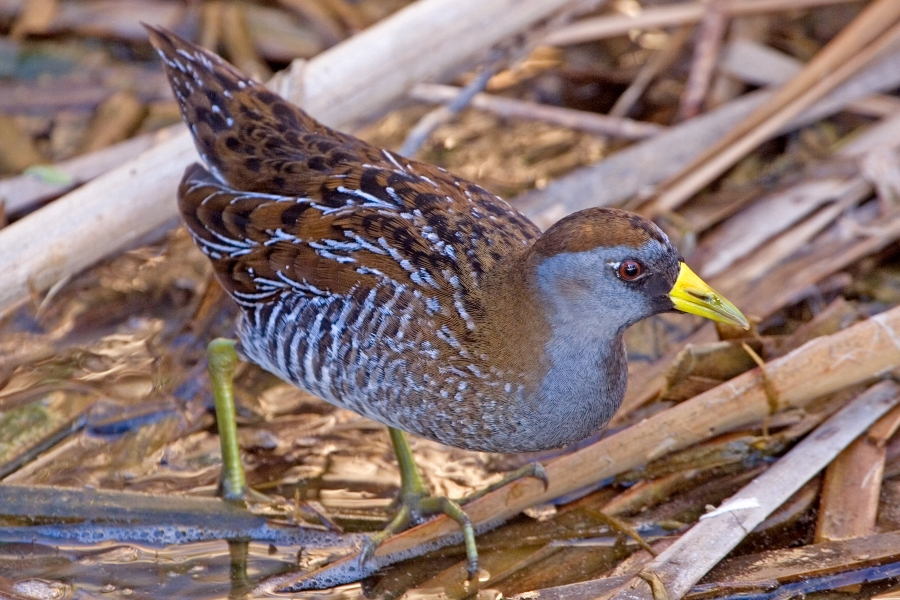
Álarcos vízicsibe (Porzana carolina)

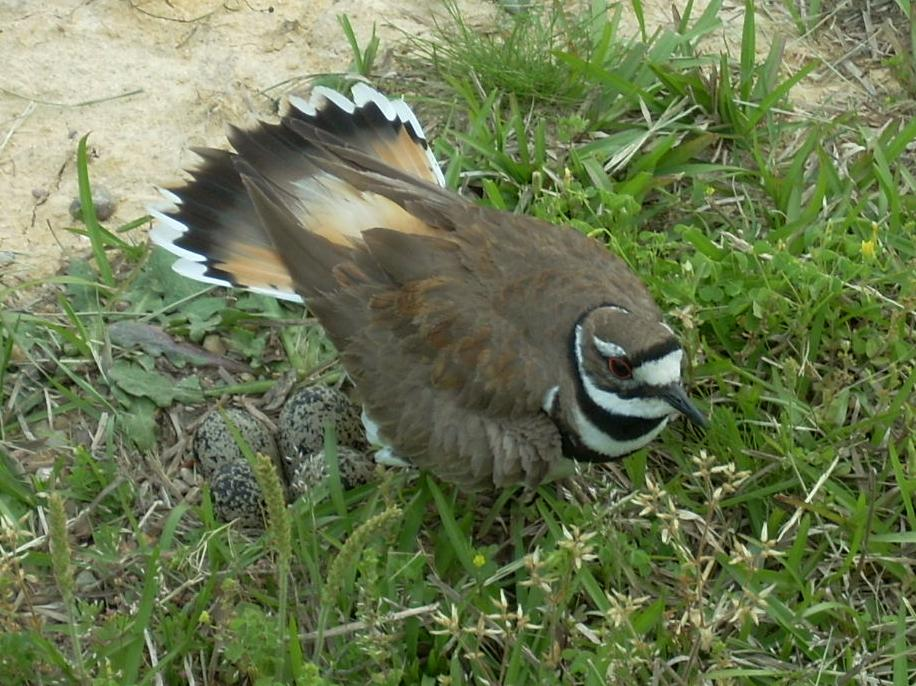
Ékfarkú lile (Charadrius vociferus) tojásaival

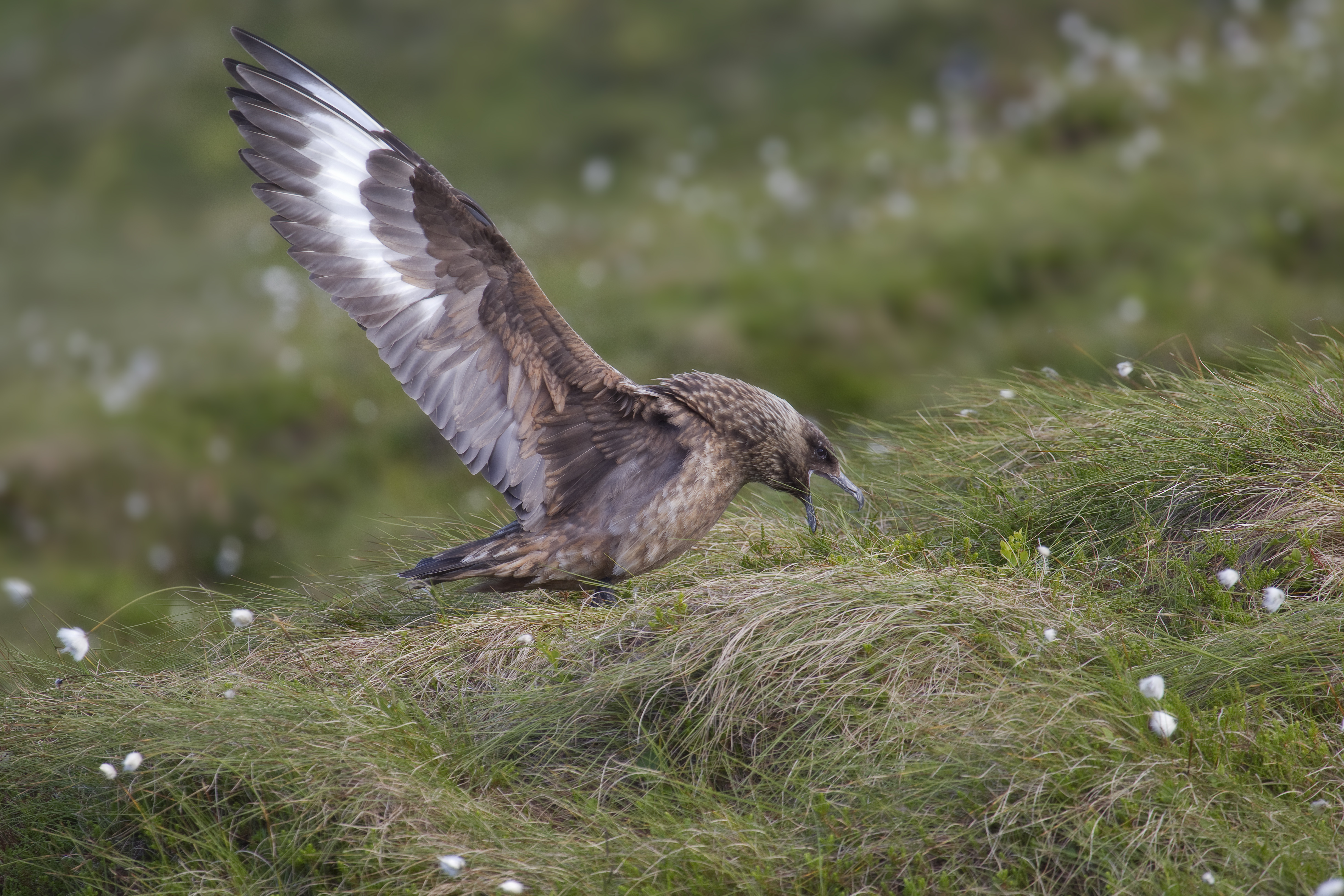
Szkua (Stercorarius skua)

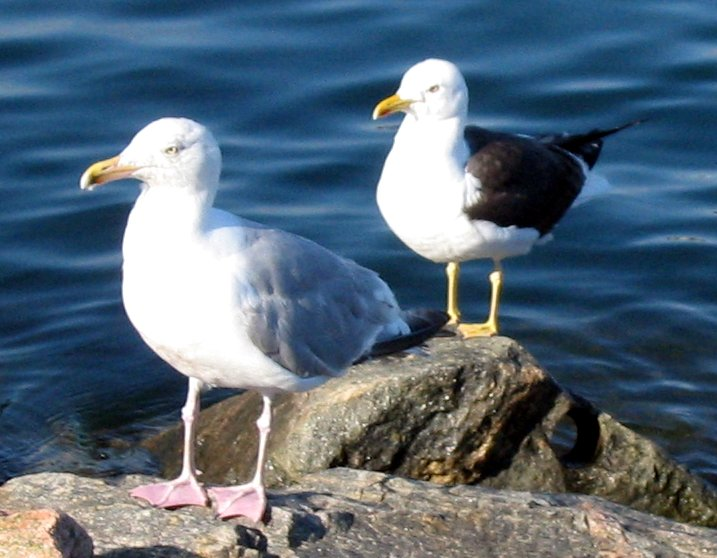
Ezüstsirály (Larus argentatus, az előtérben) és heringsirály (Larus fuscus)

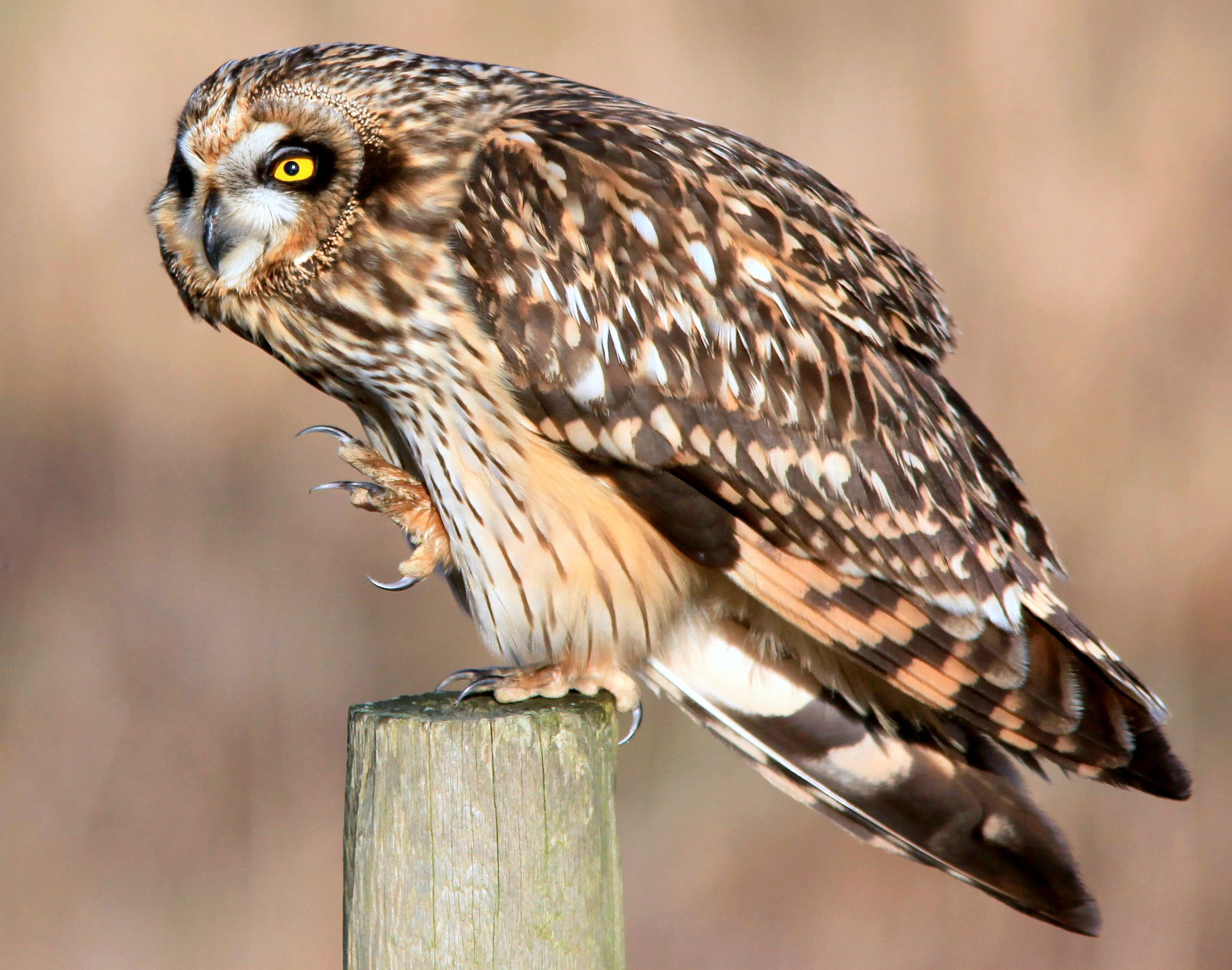
Réti fülesbagoly (Asio flammeus)

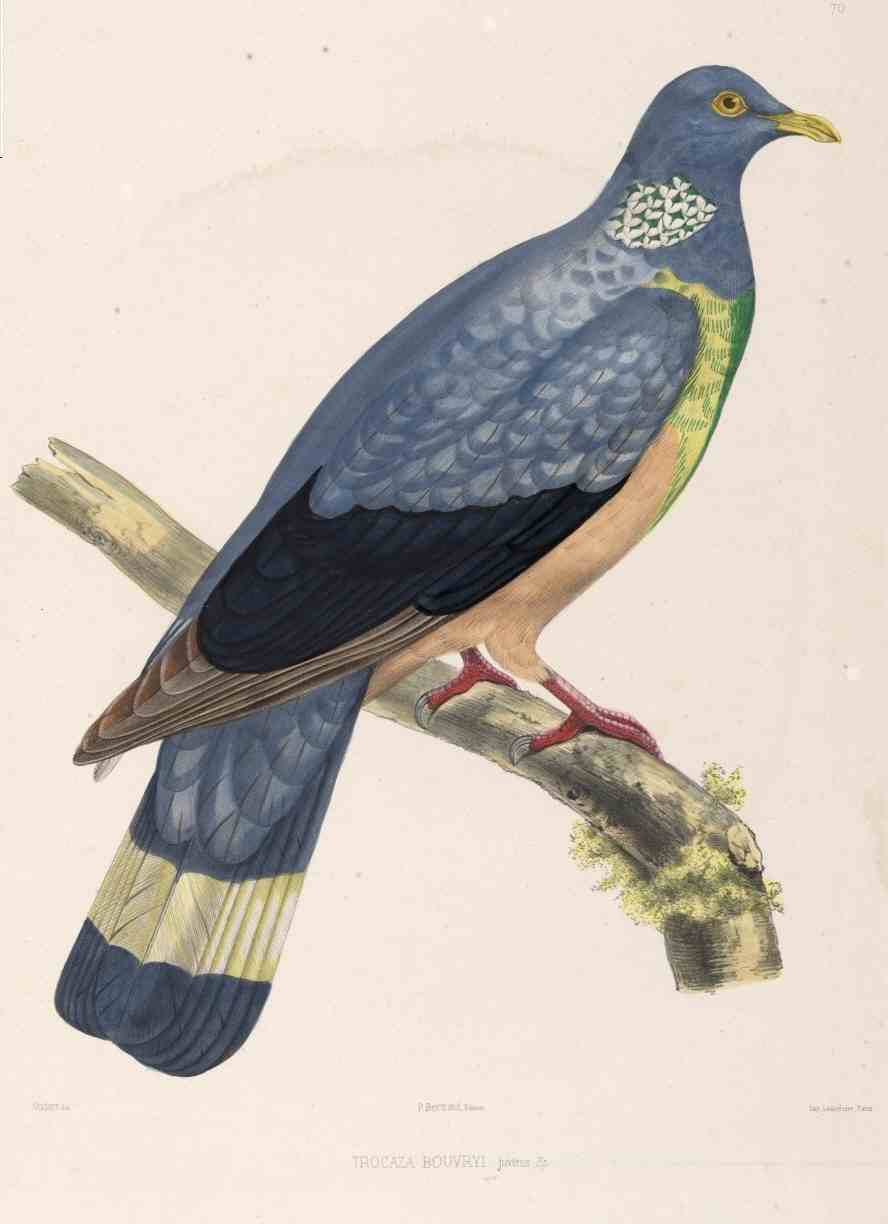
Madeirai babérgalamb (Columba trocaz)

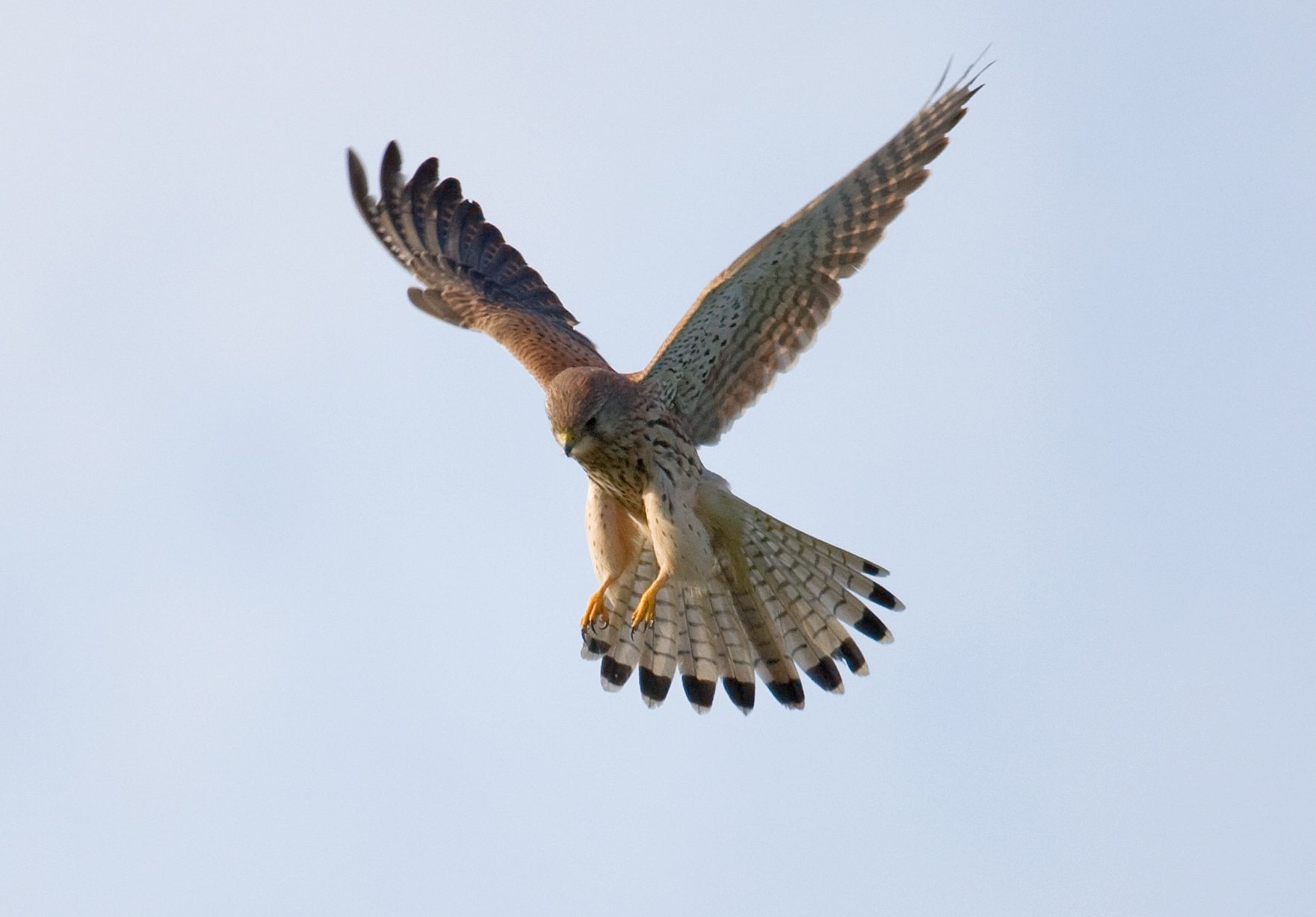
Vörös vércse (Falco tinnunculus)

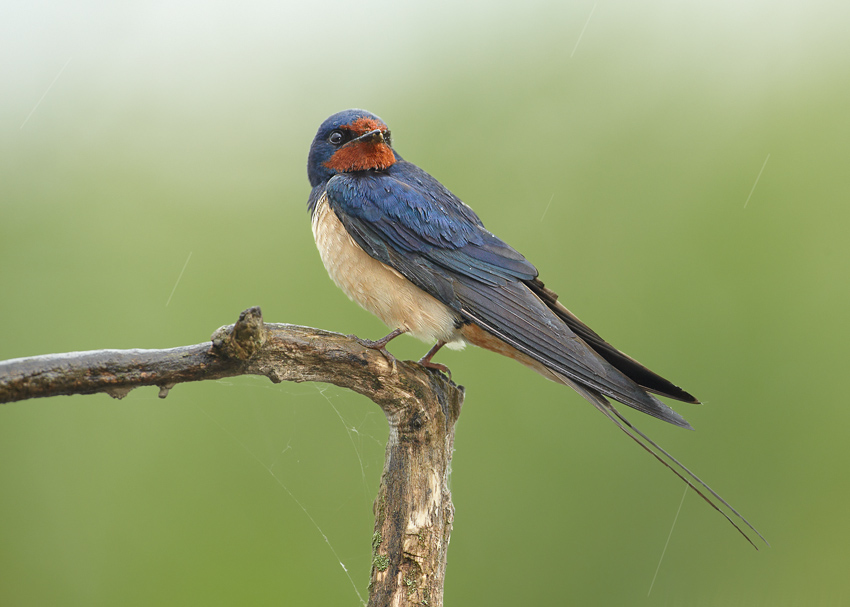
Füsti fecske (Hirundo rustica)

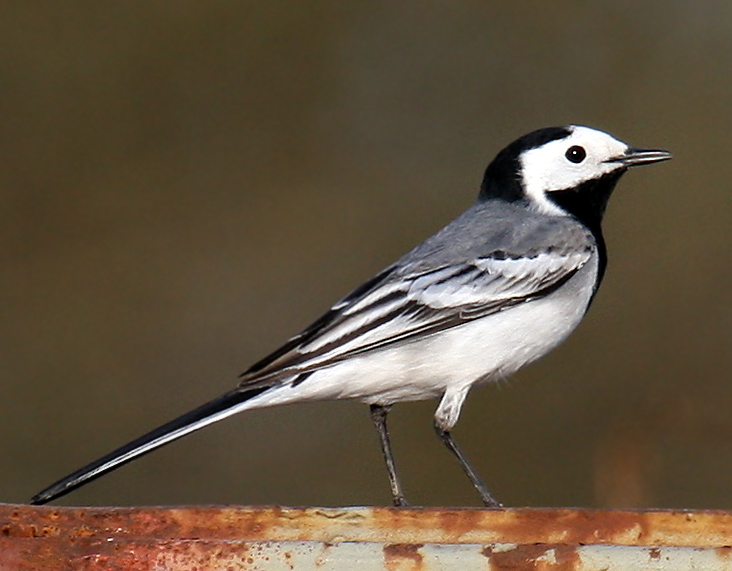
Barázdabillegető (Motacilla alba)

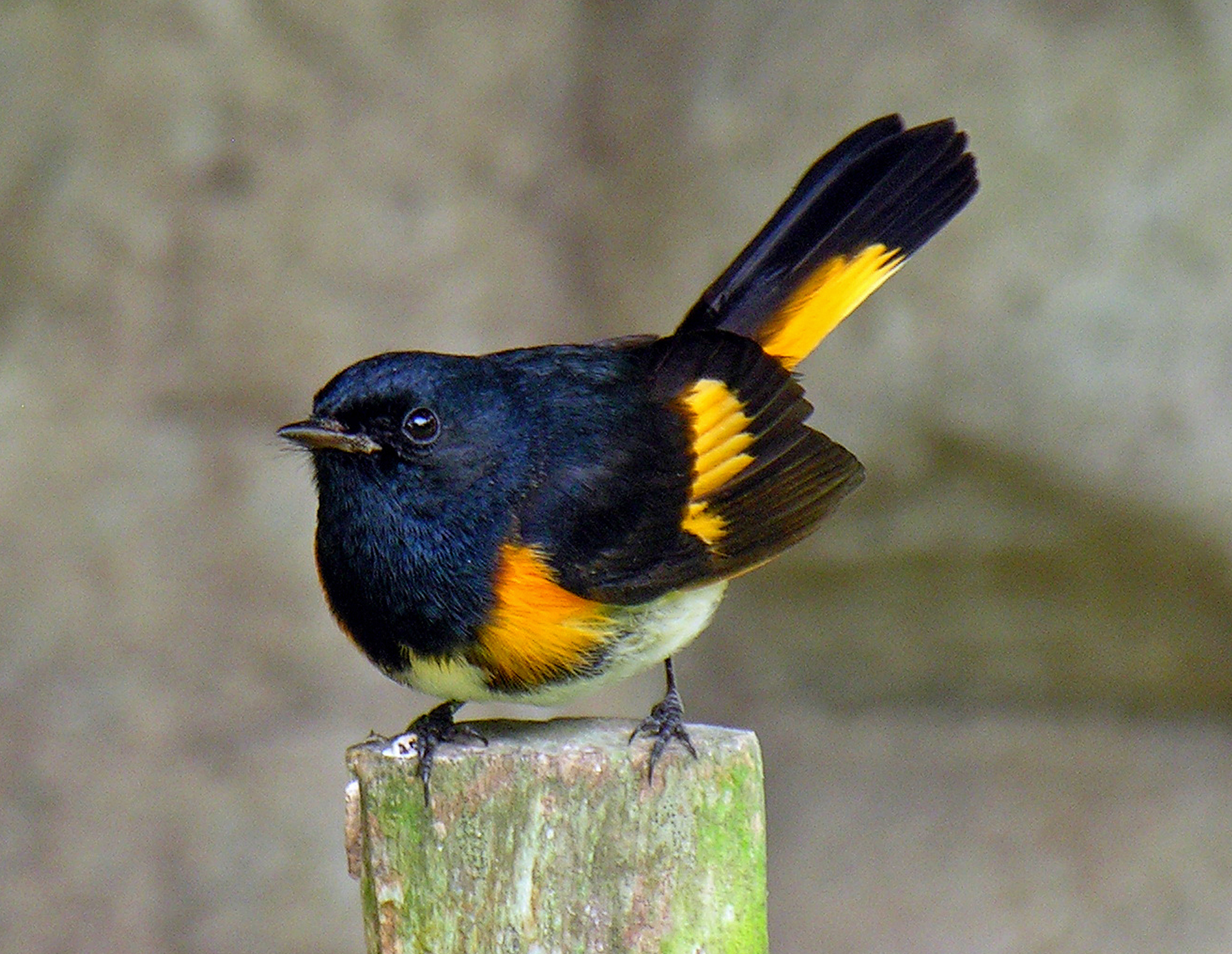
Hím legyezőfarkú lombposzáta (Setophaga ruticilla)

Madeira madarainak fajlistáját az Avibase alapján adjuk meg, kiegészítésekkel.
1. Lúdalakúak (Anseriformes) rendje:
1.1. Récefélék családja (Anatidae)
- nyári lúd (Anser anser) — ritka, véletlen
- nyílfarkú réce (Anas acuta) — ritka, véletlen
- álarcos réce (Anas americana) — ritka, véletlen
- kanalas réce (Anas clypeata) — ritka, véletlen
- csörgő réce (Anas crecca) — ritka, véletlen
- kékszárnyú réce (Anas discors) — ritka, véletlen
- örvös réce (Aythya collaris) — ritka, véletlen
- pézsmaréce (Cairina moschata)

2. Viharmadár-alakúak (Procellariiformes) rendje:
2.1. Viharmadárfélék családja (Procellariidae)
- szalagos szerecsenhojsza (Bulweria bulwerii)
- mediterrán vészmadár (Calonectris diomedea)
- zöld-foki vészmadár (Calonectris edwardsii) — majdnem fenyegetett állapotú
- Madeirai viharmadár (Pterodroma madeira) – veszélyeztetett, endemikus faj
- kis vészmadár (Puffinus assimilis)
- nagy vészmadár (Puffinus gravis)
- szürke vészmadár (Puffinus griseus) — majdnem fenyegetett állapotú
- atlanti vészmadár (Puffinus puffinus)

2.2.  Viharfecskefélék családja (Hydrobatidae)
- Wilson-viharfecske (Oceanites oceanicus) — ritka, véletlen
- madeirai viharfecske (Oceanodroma castro)
- villás viharfecske (Oceanodroma leucorhoa) — ritka, véletlen
- fehérarcú viharfecske (Pelagodroma marina) — ritka, véletlen

3. Gödényalakúak (Pelecaniformes) rendje:
3.1. Trópusi madárfélék családja (Phaethontidae)
- vöröscsőrű trópusimadár (Phaethon aethereus) — ritka, véletlen

3.2. Szulafélék családja (Sulidae)
- fehérhasú szula (Sula leucogaster) — ritka, véletlen

4. Gólyaalakúak (Ciconiiformes) rendje:
4.1. Gémfélék családja (Ardeidae)
- szürke gém (Ardea cinerea)
- vörös gém (Ardea purpurea)
- üstökösgém (Ardeola ralloides) — ritka, véletlen
- pásztorgém (Bubulcus ibis)
- zátonykócsag (Egretta gularis) — ritka, véletlen
- kis kócsag (Egretta garzetta)
- sárgakoronás bakcsó (Nyctanassa violacea vagy Nycticorax violaceus) — ritka, véletlen
- bakcsó (Nycticorax nycticorax) — ritka, véletlen

4.2. Íbiszfélék családja (Threskiornithidae)
- kanalasgém (Platalea leucorodia) — ritka, véletlen
- batla (Plegadis falcinellus) — ritka, véletlen

5. Vágómadár-alakúak (Accipitriformes) rendje:
5.1. Halászsasfélék családja (Pandionidae)
- halászsas (Pandion haliaetus) — ritka, véletlen

6. Darualakúak (Gruiformes) rendje:
6.1. Guvatfélék családja (Rallidae)
- gyűrűscsőrű szárcsa (Fulica americana) — ritka, véletlen
- törpe vízityúk (Gallinula angulata) — ritka, véletlen
- amerikai szultántyúk (Porphyrio martinicus) — ritka, véletlen
- álarcos vízicsibe (Porzana carolina) — ritka, véletlen

7. Lilealakúak (Charadriiformes) rendje:
7.1. Lilefélék családja (Charadriidae)
- kanadai lile (Charadrius semipalmatus) — ritka, véletlen
- ékfarkú lile (Charadrius vociferus) — ritka, véletlen
- amerikai pettyeslile (Pluvialis dominica) — ritka, véletlen
- ezüstlile (Pluvialis squatarola) — ritka, véletlen

7.2. Szalonkafélék családja (Scolopacidae)
- pettyes billegetőcankó (Actitis macularius) — ritka, véletlen
- kőforgató (Arenaria interpres)
- hosszúfarkú cankó (Bartramia longicauda) — ritka, véletlen
- sarki partfutó (Calidris canutus)
- fenyérfutó (Calidris alba)
- havasi partfutó (Calidris alpina, Ereunetes alpina)
- Baird-partfutó (Calidris bairdii, Ereunetes bairdii) — ritka, véletlen
- sarlós partfutó (Calidris ferruginea, Ereunetes ferruginea)
- Bonaparte-partfutó (Calidris fuscicollis, Ereunetes fuscicollis) — ritka, véletlen
- alaszkai partfutó (Calidris mauri, Ereunetes mauri) — ritka, véletlen
- vándor partfutó (Calidris melanotos, Ereunetes melanotos) — ritka, véletlen
- törpe partfutó (Calidris minutillus, Calidris minutilla, Ereunetes minutilla) — ritka, véletlen
- kis partfutó (Calidris pusilla, Ereunetes pusilla) — ritka, véletlen, majdnem fenyegetett állapotú
- nagy goda (Limosa limosa) — majdnem fenyegetett állapotú
- kis goda (Limosa lapponica)
- kis póling (Numenius phaeopus)
- laposcsőrű víztaposó (Phalaropus fulicarius, Phalaropus fulicaria) — ritka, véletlen
- vékonycsőrű víztaposó (Phalaropus lobatus) — ritka, véletlen
- Wilson-víztaposó (Phalaropus tricolor) — ritka, véletlen
- pajzsos cankó (Philomachus pugnax)
- sárgalábú cankó (Tringa flavipes) — ritka, véletlen
- réti cankó (Tringa glareola) — ritka, véletlen
- cankópartfutó (Tryngites subruficollis, Ereunetes subruficollis) — ritka, véletlen, majdnem fenyegetett állapotú

7.3. Halfarkasfélék családja (Stercorariidae)
- nyílfarkú halfarkas (Stercorarius longicaudus)
- ékfarkú halfarkas (Stercorarius parasiticus)
- szélesfarkú halfarkas (Stercorarius pomarinus)
- nagy halfarkas (Stercorarius skua)

7.4. Sirályfélék családja (Laridae)
- dankasirály (Chroicocephalus ridibundus)
- kis sirály (Hydrocoloeus minutus) — ritka, véletlen
- ezüstsirály (Larus argentatus) — ritka, véletlen
- gyűrűscsőrű sirály (Larus delawarensis)
- heringsirály (Larus fuscus)
- dolmányos sirály (Larus marinus) — ritka, véletlen
- kacagó sirály (Leucophaeus atricilla) — ritka, véletlen
- prérisirály (Leucophaeus pipixcan) — ritka, véletlen
- háromujjú csüllő (Rissa tridactyla)
- fecskesirály (Xema sabini) — ritka, véletlen

7.5. Csérfélék családja (Sternidae)
- fehérszárnyú szerkő (Chlidonias leucopterus, az Avibase szerint a sirályfélék közé tartozik) — ritka, véletlen
- kormos szerkő (Chlidonias niger, az Avibase szerint a sirályfélék közé tartozik) — ritka, véletlen
- kacagócsér (Gelochelidon nilotica) — ritka, véletlen
- lócsér (Hydroprogne caspia) — ritka, véletlen
- füstös csér (Onychoprion fuscatus) — ritka, véletlen
- rózsás csér (Sterna dougallii)
- küszvágó csér (Sterna hirundo)
- sarki csér (Sterna paradisaea)
- kenti csér (Thalasseus sandvicensis) — ritka, véletlen

8. Galambalakúak rendje (Columbiformes):
8.1. Galambfélék családja (Columbidae)
- szirti galamb (Columba livia)
- madeirai babérgalamb (Columba trocaz) Heineken, 1829[1] — a szigeten endemikus.

9. Bagolyalakúak rendje (Strigiformes):
9.1. Gyöngybagolyfélék családja (Tytonidae)
- Gyöngybagoly (Tyto alba)

9.2. Bagolyfélék családja (Strigidae)
- réti fülesbagoly (Asio flammeus)

10. Sarlósfecske-alakúak rendje (Apodiformes):
10.1. Sarlósfecskefélék családja (Apodidae)
- kéménysarlósfecske (Chaetura pelagica) — ritka, véletlen, majdnem fenyegetett állapotú

11. Sólyomalakúak rendje (Falconiformes):
11.1. Sólyomfélék családja (Falconidae)
- kis sólyom (Falco columbarius) — ritka, véletlen
- vándorsólyom (Falco peregrinus) — ritka, véletlen
- vörös vércse (Falco tinnunculus)

12. Verébalakúak rendje (Passeriformes):
12.1. Fecskefélék családja (Hirundinidae)
- füsti fecske (Hirundo rustica)
- amerikai sziklafecske (Petrochelidon pyrrhonota, Hirundo pyrrhonota) — ritka, véletlen
- partifecske (Riparia riparia) — ritka, véletlen

12.2. Rigófélék családja (Turdidae)
- erdei fülemülerigó (Hylocichla mustelina) — ritka, véletlen

12.3. Légykapófélék családja (Muscicapidae)
- hantmadár (Oenanthe oenanthe) — ritka, véletlen

12.4. Seregélyfélék családja (Sturnidae)
- seregély (Sturnus vulgaris)

12.5. Billegetőfélék családja (Motacillidae)
- rozsdástorkú pityer (Anthus cervinus) — ritka, véletlen
- barázdabillegető (Motacilla alba)

12.6. Újvilági poszátafélék családja (Parulidae)
- aranyos lombjáró (sárga lombjáró, Dendroica petechia) — ritka, véletlen
- legyezőfarkú lombposzáta (amerikai rozsdafarkú, Setophaga ruticilla) — ritka, véletlen

12.7  Királykafélék családja (Regulidae)
- madeirai királyka (Regulus madeirensis) – régebben a tüzesfejű királyka alfajaként sorolták be, endemikus faj

12.8. Pintyfélék családja (Fringillidae)
- erdei pinty (Fringilla coelebs), a Madeira-pinty (Fringilla coelebs madeirensis) a szigeteken endemikus
- tengelic (Carduelis carduelis)
- zöldike (Carduelis chloris)

12.9. Díszpintyfélék családja (Estrildidae)
- Helena-pinty (Estrilda astrild) — betelepített faj

12.10. Verébfélék családja (Passeridae)
- házi veréb (Passer domesticus) — ritka, véletlen